# Louisa Nécib
Louisa Nécib (ur. 23 stycznia 1987 w Marsylii) – francuska piłkarka występująca na pozycji pomocnika, wielokrotna reprezentantka kraju w której zadebiutowała 19 lutego 2005 podczas spotkania przeciwko Norwegii. Uczestniczka Mistrzostw Europy 2005 i 2009 oraz Mistrzostw Świata 2011. Opisywana jest jako „uzdolniona rozgrywająca, która posiada doskonałą technikę”. Porównywana przez Francuzów do Zinedine Zidane'a z powodu wspólnego algierskiego pochodzenia, miejsca dorastania, którym była Marsylia oraz z powodu swoich umiejętności. Nazywana również jako Ziza.
Obecnie zawodniczka Olympique Lyon w którym gra od 2007 roku. Wcześniej grała w Montpellier HSC oraz CNFE Clairefontaine. Jako juniorka grała w US Marsylia i Celticu Marsylia.